# 6403 Стіверін
6403 Стіверін (6403 Steverin) — астероїд головного поясу, відкритий 8 липня 1991 року.
Тіссеранів параметр щодо Юпітера — 3,363.